# Joaquín Sanchis Serrano
Joaquín Sanchis Serrano "Finezas" (Antella, 1889 - Valencia, 1957) fue un fotógrafo que desarrolló su actividad principalmente en Valencia.
Fue el primero de una conocida saga de fotógrafos valencianos, ocupación que continuará su hijo Manuel (Finezas II) y más tarde su nieto José Manuel (Finezas III).
Desde joven frecuentó el mundo de los toros, gracias a su hermano Pepe, que era novillero. En esta época fue bautizado con el apodo de "Finezas", dado su elegante porte en el vestir, y sus finos modales. Empezó a actuar como mozo de estoques, y así conoció al torero Manuel Granero, con quien entabló amistad hasta su muerte en 1922. A partir de ahí empezó a realizar reportajes gráficos taurinos para algunas revistas, y destacan de ese periodo las instantáneas que tomó de Manolete. Posteriormente dejó de ser reportero taurino para dedicarse al reportaje fotográfico en general, y sus trabajos abarcaron temáticas más amplias.
Durante la Guerra Civil, y por encargo de la CNT, realizó una serie de imágenes, de las que se han conservado cerca de mil negativos. Se trata de fotografías que ofrecen un valioso testimonio de la vida cotidiana en la retaguardia, en la Valencia republicana.